# Кубок Словенії з футболу 1992—1993
Кубок Словенії з футболу 1992–1993 — 2-й розіграш кубкового футбольного турніру в Словенії. Титул вперше здобула Олімпія (Любляна).

## 1/16 фіналу
| Команда 1         | Рахунок      | Команда 2            |
| ----------------- | ------------ | -------------------- |
| Браник (Марибор)  | 4:2          | Жалец                |
| Лімбуш-Пекре      | 1:0          | Подвинці             |
| Піран             | 1:0          | Желєзнічар (Марибор) |
| Публікум (Целє)   | 3:0          | Мура                 |
| Драва (Птуй)      | 2:5          | Накло                |
| Загор'є           | 2:0          | Бельтинці            |
| Гориця            | 1:1 пен. 6:7 | Слован (Любляна)     |
| Домжале           | 1:1 пен. 3:1 | Рудар (Веленє)       |
| Коротан (Превалє) | 1:4          | Нафта (Лендава)      |
| Любляна           | 4:0          | Турнище              |
| Олімпія (Любляна) | 7:1          | Крань                |
| Свобода (Любляна) | 3:0          | Стеклар              |
| Чарда             | 0:7          | Примор'є             |
| Триглав           | 5:0          | Радгона              |
| Ізола             | 1:1 пен. 3:4 | Студіо Д             |
| Белінка           | 0:3          | Копер                |

## 1/8 фіналу
| Команда 1         | Рахунок      | Команда 2         |
| ----------------- | ------------ | ----------------- |
| Накло             | 5:2          | Загор'є           |
| Слован (Любляна)  | 1:1 пен. 4:5 | Олімпія (Любляна) |
| Примор'є          | 1:0          | Домжале           |
| Нафта (Лендава)   | 1:1 пен. 2:3 | Публікум (Целє)   |
| Любляна           | 1:0          | Браник (Марибор)  |
| Свобода (Любляна) | 3:0          | Піран             |
| Триглав           | 6:0          | Лімбуш-Пекре      |
| Студіо Д          | 1:0          | Копер             |

## 1/4 фіналу
| Команда 1         | Рахунок      | Команда 2         |
| ----------------- | ------------ | ----------------- |
| Публікум (Целє)   | 3:1          | Накло             |
| Любляна           | 4:0          | Свобода (Любляна) |
| Олімпія (Любляна) | 3:1          | Триглав           |
| Примор'є          | 0:0 пен. 3:4 | Студіо Д          |

## 1/2 фіналу
| Команда 1 | Рахунок | Команда 2         |
| --------- | ------- | ----------------- |
| Любляна   | 0:1     | Олімпія (Любляна) |
| Студіо Д  | 1:4     | Публікум (Целє)   |

## Фінал
| 2 червня 1993 |

| Публікум (Целє) | 1:2 | Олімпія (Любляна)       |
| --------------- | --- | ----------------------- |
| Беширевич 63'   |     | Топич 42' Дюранович 50' |

| Скальна Клет, Целє Глядачів: 2 500 Арбітр: Дарко Ямшек |